# 조디 자레스
조디 자레스(Jody Jaress)는 미국의 배우, 성우, 텔레비전 배우, 영화배우, 연극 배우이다.

## 영화
- 라스트 콜 (2009년)
- 리틀 피시, 스트렌이지 폰드 (2009년)
- 디스포저블 (2006년)
- 할리우드랜드 (2006년)
- 다이아몬드 제로 (2005년)
- 망상대리인 (2004년)
- 쉼터 (2004년)
- 프레쉬 킬 (1987년)